# ジキルとハイドに恋した私
『ジキルとハイドに恋した私～Hyde Jekyll, Me～』（原題ハングル: 하이드 지킬, 나; RR: Haideu Jikil, Na 英語題：''Hyde Jekyll, Me''）は、ヒョンビンとハン・ジミンが主演する2015年1月21日から3月26日まで韓国SBSで水曜日と木曜日の21:55に放送されたテレビドラマである。全20話（日本VODで独占配信するU-NEXTでは1話約40分の29話に編集して放送）のロマンチックコメディ。監督チョ・ヨングァン、脚本家キム・ジウン。
原作はイ・チュンホ（이충호）作のウェブトゥーン（Web漫画）である『ジキル博士はハイド氏』（ハングル: 지킬박사는 하이드씨 ）。
主演俳優のヒョンビン（현빈）が2012年12月海兵隊除隊後初の、大ヒットテレビドラマ『シークレット・ガーデン』以来4年ぶりに出演作として選んだ連続ドラマとしても話題を呼んだ。

## あらすじ
遊園地ワンダーランドの常務ク・ソジン（ヒョンビン）は過去のトラウマティックな出来事を契機として解離性同一性障害（DID）を発症。遊園地の契約サーカス団の団長チャン・ハナ（ハン・ジミン）との出会いで、5年間眠っていた交代人格ロビン（ヒョンビン）が目覚めて始まった、２つの人格とチャン・ハナとの三角関係を描く―

## キャスト

### メイン
| 役名         | 役名（韓） | 俳優         | 詳細                                               |
| ------------ | ---------- | ------------ | -------------------------------------------------- |
| ク・ソジン   | 구서진     | ヒョンビン   | ク・ソジンの主人格。遊園地ワンダーランドの常務。   |
| ロビン       | 로빈       | ヒョンビン   | ク・ソジンの交代人格。ウェブ漫画家。               |
| チャン・ハナ | 장하나     | ハン・ジミン | ワンダーサーカス団長。米国帰国後の住まいは京畿道。 |

### 助演
| 役名               | 役名（韓） | 俳優               | 詳細                                                       |
| ------------------ | ---------- | ------------------ | ---------------------------------------------------------- |
| ユン・テジュ       | 윤태주     | ソンジュン         | 催眠専門医でカン博士の弟子。チャン・ハナの催眠療法を担当。 |
| ミン・ウジョン     | 민우정     | ヘリ（Girl's Day） | ロビンに片思いする大学生。ロビンを世話するミン代表の娘。   |
| クォン・ヨンチャン | 권영찬     | イ・スンジュン     | ク・ソジン常務の秘書。                                     |
| カン・ヒエ         | 강희애     | シン・ウンジョン   | 精神医学博士。事件に遭い行方不明。                         |
| リュ・スンヨン     | 류승연     | ハン・サンジン     | ク・ソジンの従兄弟。ホテル常務。                           |
| ク・ミョンハン     | 구명한     | イ・ドクファ       | ワンダーランド会長。ク・ソジンの父。                       |
| ソン・ソグォン     | 성석원     | クァク・ヒソン     | ロビンの警護チーム長。                                     |
| イ・ウンチャン     | 이은창     | イ・ウォングン     | ワンダーサーカス団員                                       |

## OST
| 音源配信日             | 原題                                   | 歌手名                             |
| ---------------------- | -------------------------------------- | ---------------------------------- |
| Part 1 (2015年1月22日) | Falling                                | パク・ボラム（박보람）             |
| Part 2 (2015年1月28日) | Because of You                         | ペク・チヨン（백지영）             |
| Part 3 (2015年2月4日)  | Embrace(품)                            | ユン・ヒョンサン（윤현상）         |
| Part 4 (2015年2月12日) | Wonderful World                        | J Rabbit（제이레빗）               |
| Part 5 (2015年2月18日) | Only You(오직 너만)                    | キム・ボムス（김범수）             |
| Part 6 (2015年2月22日) | Maybe(어쩌면, 어쩐지)(Duet With Lucia) | Epitone Project（에피톤 프로젝트） |
| Part 7 (2015年3月12日) | ハイド、ジキル（하이드 지킬）          | SNUPER（스누퍼）                   |

- ペク・チヨン（백지영）とキム・ボムス（김범수）はドラマ『シークレット・ガーデン』（2010－2011年）に続いてのOST参加。

## スケジュール
- 2014年12月2日台本読み会がSBS一山制作センターにておよそ4時間にわたって行われた。
- 2015年1月15日、ソウル市論峴洞のインペリアルパレスで制作発表会が行われた。[6]

## エピソード
- 脚本家のキム・ジウンは本作品がロバート・ルイス・スティーヴンソン原作の『ジキル博士とハイド氏』（1886年）のロマンティック・コメディ版だと語っている。
- 主演俳優のヒョンビンは新人の頃より、映画『真実の行方』('96)でエドワード・ノートンが演じた多重人格者を挑戦してみたい役柄として公言しており、本作品への出演を決断した。
- 主演のヒョンビンとハン・ジミンは『王の涙―イ・サンの決断―』（2014年）に続いての共演となった。
- ク・ソジン（ヒョンビン役名）が経営する遊園地ワンダーランドのロケはイーランドグループの経営する大邱のイーワールド（E-WORLD）で行われた。[7]
- 第1話でク・ソジン（ヒョンビン）はヨガのシーンで結跏趺坐のポーズをしながら『千手経』の浄口業真言にあたる文句"修利修利摩 訶修利修修利娑婆訶言"を唱えた。[8]
- 韓国版第6話でロビン（ヒョンビン）は歌手イ・キチャン（이기찬）の『愛することのために（랑하기 때문에』を歌った。）[9]

## 登場する地名
- 日本版第3話でロビンとチャン・ハナは加平の別荘地を訪れる。
- 日本版第7話でワンダーサーカス団がワークショップで旌善を訪れている。
- 日本版第16話でク・ソジンの病気を知って混乱したチャン・ハナは長興のペンションに頭を整理にしにくる。

## 登場する精神医学用語
- 解離性同一障害（DID）
- 心的外傷後ストレス障害（PTSD）
- 後催眠暗示

## 放送日
| 回数   | 放送日          | 長さ    |
| ------ | --------------- | ------- |
| 第1話  | 2015/1/21（水） | 0:58:42 |
| 第2話  | 2015/1/22（木） | 0:59:02 |
| 第3話  | 2015/1/27（水） | 0:59:06 |
| 第4話  | 2015/1/28（木） | 0:59:01 |
| 第5話  | 2015/2/4（水）  | 0:59:09 |
| 第6話  | 2015/2/5（木）  | 0:59:08 |
| 第7話  | 2015/2/11（水） | 0:59:08 |
| 第8話  | 2015/2/12（木） | 0:59:13 |
| 第9話  | 2015/2/18（水） | 0:59:10 |
| 第10話 | 2015/2/19（木） | 0:59:03 |
| 第11話 | 2015/2/25（水） | 0:59:08 |
| 第12話 | 2015/2/26（木） | 0:59:57 |
| 第13話 | 2015/3/4（水）  | 0:59:40 |
| 第14話 | 2015/3/5（木）  | 0:58:56 |
| 第15話 | 2015/3/11（水） | 1:00:31 |
| 第16話 | 2015/3/12（木） | 0:59:11 |
| 第17話 | 2015/3/18（水） | 0:59:06 |
| 第18話 | 2015/3/19（木） | 0:59:06 |
| 第19話 | 2015/3/25（水） | 0:59:27 |
| 第20話 | 2015/3/26（木） | 0:59:31 |